# O Estranho Caso de Angélica
O Estranho Caso de Angélica (portugiesisch für: Der seltsame Fall der Angelika, internationaler Titel: The Strange Case of Angelica) ist ein Filmdrama des portugiesischen Regisseurs Manoel de Oliveira aus dem Jahr 2010.

## Handlung
Der junge Fotograf Isaac ist Gast in der Pension von Dona Rosa im Weinbaustädtchen Peso da Régua, wo er in den Weinbergen Landarbeiter mit seiner alten Kamera fotografiert. Eines Nachts wird er eilig zu einer wohlhabenden Familie gerufen, wo er das letzte Foto von Angélica machen soll, einer jungen Frau, die direkt nach ihrer Hochzeit plötzlich starb.
Im trauernden Haus angekommen, wird der introvertierte Isaac von der Schönheit der Toten geblendet. Als er durch seine Kamera auf sie blickt, scheint sie nur für ihn wieder lebendig zu werden. Er verliebt sich augenblicklich in sie, bleibt aber ungläubig und wird dessen überhaupt nur langsam gewahr.
Während seine Vermieterin und die übrigen Gäste der kleinen Pension die Veränderungen des immer abwesenderen Issac bemerken, führt Isaac sein Leben weiter, wenn auch immer schwerfälliger.
Issac denkt nun unentwegt an Angélica, isst kaum noch und setzt alle Geschehnisse um ihn herum mit ihr in Verbindung. Als er erschöpft in den Weinbergen hinfällt und in sein Pensionszimmer gebracht wird, erscheint ihm Angélica noch einmal. Er geht zu ihr, bricht tot zusammen, und sein Geist entschwindet mit Angélica.

## Produktion
Der Film wurde von den Filmproduktionsgesellschaften Filmes do Tejo II (Portugal), Eddie Saeta (Spanien), Les Filmes de L’Aprés-Midi (Frankreich) und der Mostra Internacional de Cinema de São Paulo produziert, mit finanzieller Unterstützung der Filmförderungsanstalten ICA (Portugal), CNC (Frankreich), Ibermedia (Spanien und Portugal) und ICAA (Spanien), des öffentlich-rechtlichen portugiesischen Fernsehsenders RTP, der portugiesischen Gulbenkian-Stiftung, und des Kulturfonds des brasilianischen Kulturministeriums.
Die relativ zurückhaltend eingesetzte Filmmusik besteht aus den zwei Kompositionen Klaviersonate Nr. 3 (Op. 58) und die Mazurka Op. 59 Nr. 1 von Frédéric Chopin, die von der portugiesischen Pianistin Maria João Pires interpretiert werden, dazu ist ein traditionelles Lied zu hören, das die Landarbeiter bei der Arbeit singen.

## Rezeption
Seine Premiere feierte der Film am 13. Mai 2010 beim Filmfestival Cannes, wo er Eröffnungsfilm war und in der Sektion Un Certain Regard lief. In Portugal wurde er erstmals am 27. April 2011 im Auditorium der Serralves-Stiftung in Porto aufgeführt. Er lief zudem auf einer Vielzahl internationaler Filmfestivals, im deutschsprachigen Raum beim Filmfest Hamburg am 5. Oktober 2010 und bei der Viennale am 1. November 2010.
Er startete danach in mehreren Ländern im Kino. So kam er in Frankreich am 16. März 2011 in die Kinos, in Belgien am 13. April 2011, in Spanien am 20. Mai 2011, in Argentinien am 6. Oktober 2011., in Brasilien am 30. August 2013 und in Japan am 5. Dezember 2015. In Portugal lief er am 28. April 2011 an, wo er mit 2724 Zuschauern vor allem ein Filmkunst-interessiertes Publikum anzog, ähnlich wie in den übrigen Ländern.
Er lief auf einer Reihe internationaler Filmfestivals, neben Cannes waren darunter das Internationale Filmfestival von Karlovy Vary (Tschechien, 2010), das Toronto International Film Festival (Kanada, 2010), das New Horizons (Polen, 2010) und das Melbourne International Film Festival (Australien, 2010).
Die Kritik nahm den Film positiv auf. Gelobt wurden insbesondere die Inszenierung der poetischen Geschichte und die cineastischen Bilder. Die Cahiers du cinéma wählten ihn auf den zweiten Platz bei der Auswahl des besten Films 2011, und 2019 zählten sie ihn zu den zehn besten des Jahrzehnts.
O Estranho Caso de Angélica erschien 2011 in Portugal als DVD bei ZON Lusomundo.